# Carta Marina

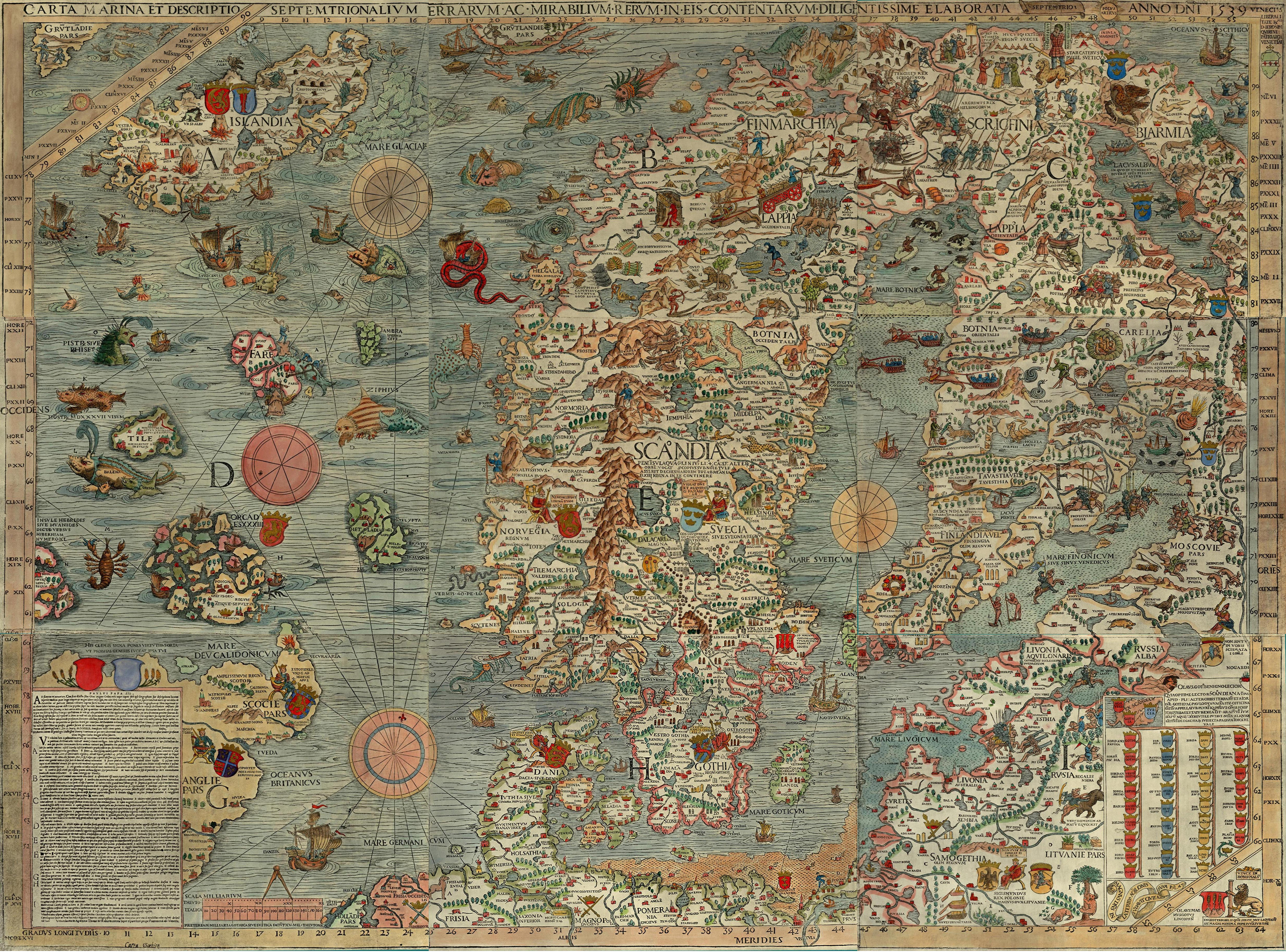
La Carta Marina.

La Carta Marina (« Carte Marine ») est une carte géographique du XVIe siècle représentant les mers, les côtes et l'intérieur des terres des pays encerclant la mer Baltique. Haute de 1,25 m et large de 1,70 m, elle représente également le nord de l'Écosse, les Shetland, la légendaire île de Thulé, les îles Féroé et l'Islande.
Elle a été élaborée par Olaus Magnus, le dernier archevêque de Suède sacré à Rome qui dut quitter son pays et vivre en exil après que la Suède fut devenue protestante. La carte est le résultat d'un long travail qui s'étala sur une période de 12 ans. La première copie fut imprimée à Venise en 1539 avec le titre complet Carta marina et descriptio septemtrionalium terrarum ac mirabilium rerum in eis contentarum, diligentissime elaborata anno 1539 Veneciis liberalitate Reverendissimi Domini Ieronimi Quirini (« Carte marine et description des terres du nord et des merveilles qu'elles contiennent, soigneusement dressées en 1539 à Venise grâce à la générosité du révérend Jérôme Quirinus »).
L’édition originale de Magnus existe en deux exemplaires. Le premier est découvert en 1886 et appartient à la Bayerische Staatsbibliothek de Munich. L’autre est découvert en 1962 et est conservé à la bibliothèque de l’Université d’Uppsala. Les légendes des deux exemplaires différent légèrement. Avant ces découvertes la Carta Marina était connue par une copie gravée sur cuivre en 1572 par Antoine Lafréry.
La Carta Marina est célèbre pour les nombreux monstres marins qu’elle représente. L’épistémologue de la cartographie Alban Berson a montré qu’au moins deux d’entre eux, le cochon de mer et le serpent géant, étaient des symboles de la colère divine à l’égard de la Réforme protestante se déroulant alors en Scandinavie.